# الصوفية (الشرقية)
قرية الصوفية هي إحدى القرى التابعة لمركز أولاد صقر في محافظة الشرقية في جمهورية مصر العربية. حسب إحصاءات سنة 2006، بلغ إجمالي السكان في الصوفية 18354 نسمة، منهم 9249 رجل و9105 امرأة.